# 張緒 (嘉靖庚子舉人)
張緒（1520年—1593年），字文綸，又字無意，號甑山，湖广漢陽人。幼颖異，善属對。邑人劉大本奇之，收養為義子，改姓名为劉燧。年甫弱冠，中嘉靖十九年（1540年）庚子科舉人，復姓張，更名緒，師從邹守益，与耿定向为友，潜心理學，就任桐城教諭，与何唐、方學漸、张淳等人讲学于桐川会馆，在桐城培养出了一大批人才，为之后的桐城学派的发展做出了巨大的贡献。入京謁张居正，以年德抗上座，不为屈。轉南京國子監博士，歷户部员外郎，日与耿定向、羅汝芳講學，時宰忌之，謫繁昌教諭，移知德陽縣，一載告歸。室廬蕭然，布衣脱粟晏如也，學者稱為甑山先生。进士樊玉衝与弟玉衢皆师事之。